# Stadsbrand van Genemuiden (1868)
De stadsbrand van Genemuiden vond plaats op 11 maart 1868 in Genemuiden in de Nederlandse provincie Overijssel. Deze stadsbrand verwoestte 140 gebouwen.
Omdat in Genemuiden vee werd gehouden, waardoor er veel licht ontvlambare hooibergen aanwezig waren, en er ook biezen matten werden geproduceerd, waarvan de opslagplaatsen eveneens een brandrisico vormden, werd het stadje in 1521, 1580, 1625 en 1740 ook al geteisterd door brand. Maar de brand van 1868 was de grootste ooit. 
De brand begon in een plaatselijke bakkerij en omdat de wind net de verkeerde kant op blies breidde deze zich razendsnel uit. Na een kwartier stonden twintig woningen al in brand. Omdat de daken van riet waren konden de drie brandspuiten van het stadje het vuur nauwelijks onder bedwang houden. De bevolking raakte in paniek en vluchtte naar de haven om zich in boten in veiligheid te brengen. Een van de brandspuiten werd in de chaos verwoest. Pas na middernacht kwam er versterking uit Zwartsluis en rond 5 uur kwam er een spuit uit Vollenhove aan. Rond 3 uur in de middag kwam er versterking uit Kampen. De brand was zo groot dat het blussen 36 uur doorging. Niemand kwam om het leven maar 105 woningen, enkele pakhuizen en schuren, alle scholen, het raadhuis met daarin het gemeentearchief en 39 hooibergen raakten verloren.
De dagen daarna kwam er hulp uit het hele land en werden de 600 daklozen voorzien van noodgoederen en tenten. Om hun ondersteuning te laten blijken werd Genemuiden bezocht door de minister van Binnenlandse Zaken Jan Heemskerk en de commissaris der Koning Eugène Jean Alexander graaf van Bylandt.